# ساوینو سلو
ساوینو سلو (به صربی: Savino Selo) یک منطقهٔ مسکونی در صربستان است که در استان خودمختار وویوودینا واقع شده‌است.